# The Lords
The Lords je německá beatová skupina, založená v roce 1959 v Düsseldorfu. Skupina s kratšími přestávkami existuje dodnes. V období 1960 až 1969 měli 11 hitů v západoněmeckém hudebním žebříčku. Jejich první hitový singl byla píseň „Shakin' All Over“ (původně nahraná skupinou Johnny Kidd & The Pirates v roce 1960). Dělali také předkapelu britským skupinám The Kinks a The Who.
Když 10. října 1999 skupina hrála v Postupimi při příležitosti 40. výročí své existence, její zpěvák Ulli Günther se na pódiu zhroutil, udeřil se do hlavy a po převozu do nemocnice zemřel.

## Diskografie
- 1965: In Black and White - In Beat and Sweet
- 1966: The Lords II - Shakin' All Over
- 1967: Some Folks by the Lords
- 1968: Good side of June
- 1969: Ulleogamaxbe
- 1970: Shakin' all over '70
- 1971: Inside out
- 1972: The Lords 1964-1971
- 1979: Birthday Album - 15 years
- 1984: 20 Jahre Lords
- 1988: The Lords '88
- 1989: Stormy
- 1992: The Lords - The Very Best
- 1999: The Original Singles-Collection/The A & B-Sides
- 1999: Live 1999
- 2002: Spitfire Lace
- 2009: Lords 50